# Zandakcultuur
De Zandakcultuur (Russisch: Зандакская культура) is een archeologische cultuur van de 12e tot 4e eeuw v.Chr. op het grondgebied van het moderne Tsjetsjenië en Dagestan.
Bekende sites zijn de nederzettingen Nizjnesigitma, Atsjisoe, en Sjachsenger, het Chosrech-heiligdom, en de begraafplaatsen Zandak, Sjachsenger en Akjar. 
Sommige artefacten van de Zandakcultuur werden eerder door onderzoekers als Vladimir Markovin beschouwd als plaatselijke ontwikkelingsstadia van de Kajakent-Charatsjojcultuur. Andere archeologen beschouwden ze als gerelateerd aan de Kobancultuur, of anderen zoals Vladimir Kotovitsj als gerelateerd aan de archeologische "besmeurd keramiek"-cultuur van Dagestan. Dit geeft aan dat de Zandakcultuur werd beïnvloed door een lange buurtschap met deze culturen, en er tot op zekere hoogte van afgeleid was.

## Periodes
- 1e periode: van de 12e tot de 10e eeuw v.Chr.: sites met een rijkdom aan bronzen voorwerpen
- 2e periode: van de 9e tot de jaren 70 van de 7e eeuw v.Chr.: introductie van ijzer; gedateerd naar het grootste deel van de vondsten van alle drie de bovengenoemde begraafplaatsen, de cultuurlagen van Atsjisoe en de Sjachsenger-nederzettingen en het Chosrech-heiligdom
- 3e periode: van de 7e tot de 4e eeuw v.Chr.: gedateerd door late begrafenissen in de bovenstaande sites

## Verspreiding
Geografisch beslaat het Tsjetsjenië tot aan de grenzen met de Kobancultuur (ongeveer langs de lijn Goeni-Koertsjaloj-Isjchojjoert en verder naar de stad Chasavjoert, volgens Vladimir Markovin de grens met de Kajakent-Charatsjojcultuur, en Dagestan ten noorden van Derbent.

## Kenmerken

### Nederzettingen
De Zandakcultuur wordt gekenmerkt door nederzettingen op moeilijk bereikbare plaatsen. In de nederzetting Nizjnesigtma werden gebouwen met meerdere kamers onder één dak gevonden, in de Sjachsenger-nederzetting groepen van in de grond verdiepte woningen.

### Graven
De begraafplaatsen worden gekenmerkt door in regelmatige rijen gerangschikte steenkisten. De begrafenisrituelen van deze begraafplaatsen en die van de Berikej-begraafplaats bij Derbent verschillen weinig van elkaar. De lichamen van de doden werden gehurkt op de rechter- of linkerzijde gelegd.
De grafgiften van kinderen waren beperkt tot sieraden, dobbelstenen en rituele miniatuurvaatjes die speciaal voor overleden kinderen waren gemaakt.
In de graven werden resten van begrafenisvoedsel gevonden, zoals botten van koeien, schapen, geiten, paarden, kalveren, varkens of honden. Soms werden naast de botten van de begravenen kolen gevonden.

### Artefacten
Het aardewerk is handgevormd, waarbij de overgrote meerderheid van de vormen nergens anders te vinden is.
De wapens bestaan uit strijdbijlen, bronzen driehoekige gesteelde dolken, bronzen gesteelde dolken met lange bladen, bimetalen dolken van het type "Kabardino-Pjatigorsk", pijlpunten, enz. Van alle wapens zijn alleen de pijlpunten van een specifiek lokaal type.